# Parábola de la higuera

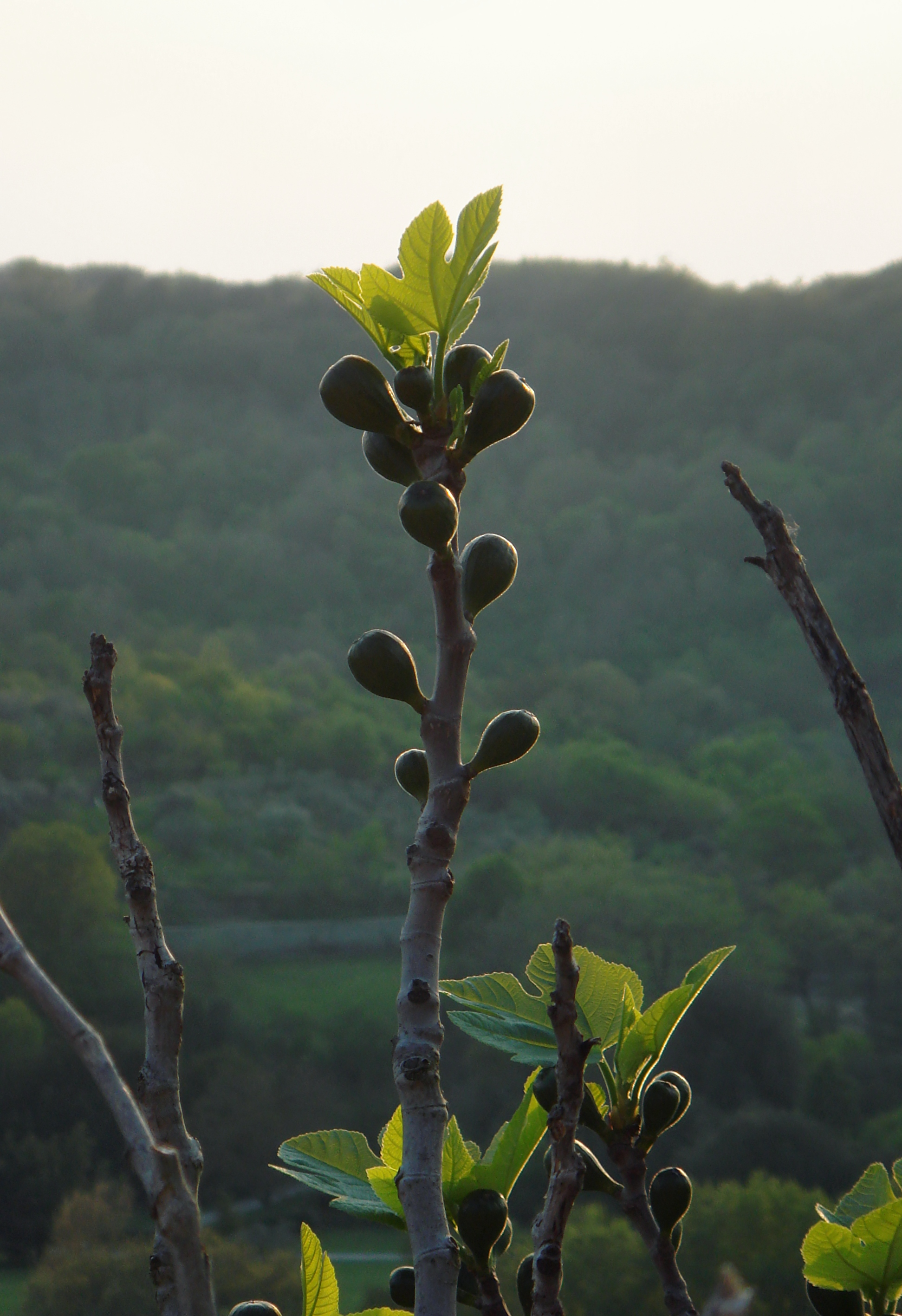
Higuera brotando las yemas

La parábola de la higuera, o parábola de la higuera brotando las hojas, es una parábola de Jesucristo contada en los tres Evangelios sinópticos: Mateo, Marcos, y Lucas. No tiene que confundirse con la parábola de la higuera estéril recogida en san Lucas. A esta parábola le sigue inmediatamente una exhortación a la vigilancia.

## Texto
Y díjoles una parábola: Mirad la higuera y todos los árboles:
30 Cuando ya brotan, viéndolo, de vosotros mismos entendéis que el verano está ya cerca.
31 Así también vosotros, cuando viereis hacerse estas cosas, entended que está cerca el reino de Dios.
32 De cierto os digo, que no pasará esta generación hasta que todo sea hecho.
33 El cielo y la tierra pasarán; mas mis palabras no pasarán.
San Lucas

## Interpretación
Jésus explica en lo que sigue que esta parábola tiene que comprenderse desde una perspectiva escatologica. Al igual que en el Discurso del Monte de los Olivos, donde Jésus emplea un vocabulario apocalíptico, se sirve de la higuera para evocar los últimos días y la llegada del tiempo de la Pasión.
El doctor de la Iglesia San Juan Crisóstomo dice, en su homilía 77, que un verano espiritual vendrá a borrar el penoso invierno de este mundo, pero añade que el Mesías toma el ejemplo de las estaciones con el fin de mostrar la naturaleza real del mundo.